# Ievguen Mirochnytchenko
Ievguen Vitaliïovytch Mirochnytchenko ou Evgueni Mirochnitchenko (en ukrainien : Євген Віталійович Мірошниченко, transcription anglaise Evgenij Miroshnichenko), né le 28 décembre 1978 à Donetsk, est un grand maître ukrainien du jeu d'échecs.
Au 1er mars 2011, il est le 73e joueur mondial, avec un classement Elo de 2 670 points.

## Biographie et carrière
En 1999, il est à égalité avec Simen Agdestein à l'Open de Cappelle-la-Grande mais cède la première place au départage. Il finit également 2e derrière Wang Yue en 2007.
En 2003 et en 2008, il remporte le championnat d'échecs d'Ukraine.
En 2004, il finit à la 3e-7e place ex æquo du championnat d'Europe d'échecs individuel (cinquième au départage). Ce résultat le qualifie pour la Coupe du monde d'échecs 2005 à  Khanty-Mansiïsk où il est battu au premier tour par Oleg Korneïev après départages en parties rapides.